# Benedetto Giustiniani
Benedetto Giustiniani (Chio, 5 giugno 1554 – Roma, 27 marzo 1621) è stato un cardinale italiano.
Fu nominato cardinale della Chiesa cattolica da papa Sisto V.

## Biografia
Nacque a Chio il 5 giugno 1554.

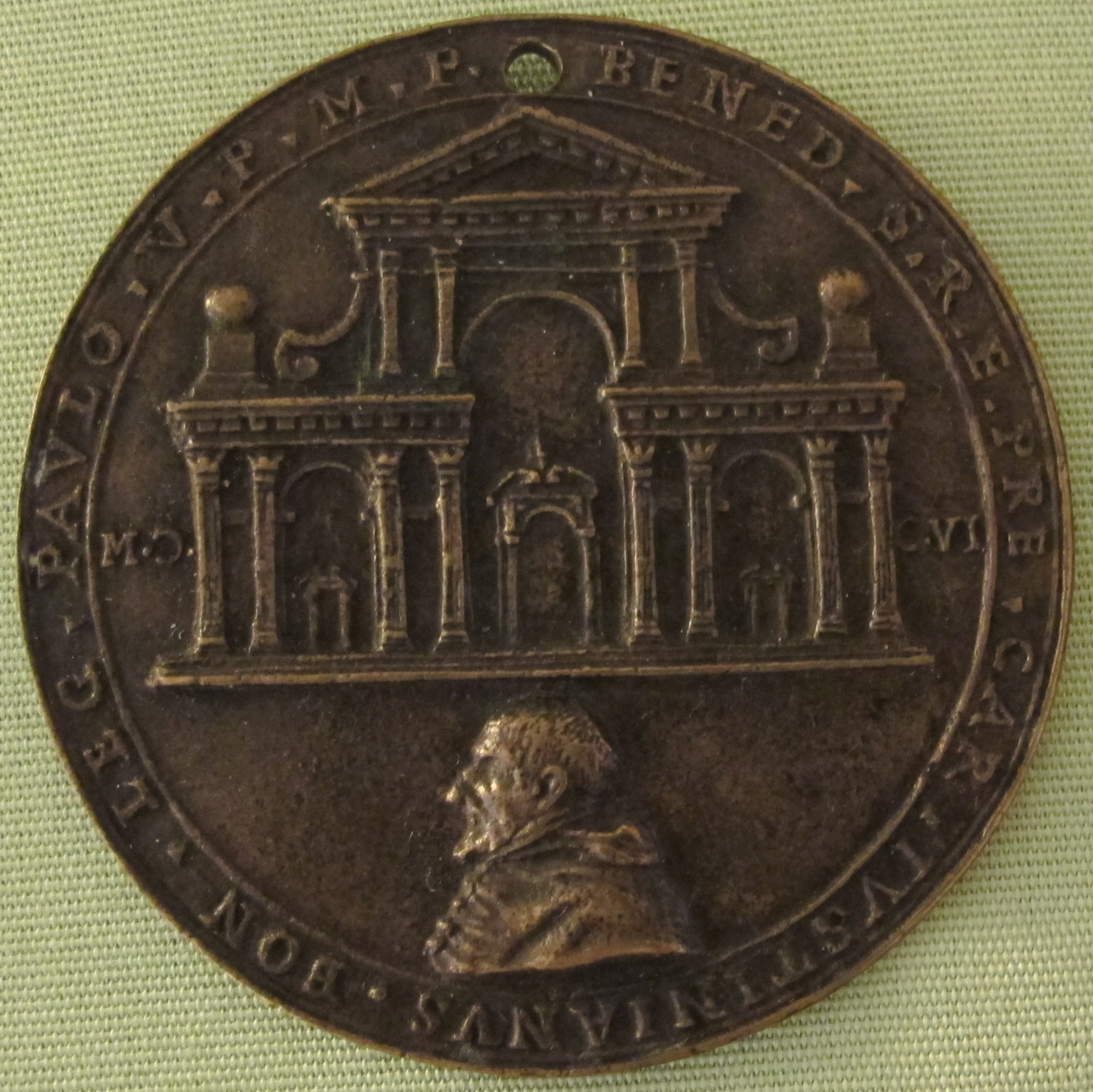
Medaglia del cardinale Benedetto Giustiniani, verso con San Paolo Decollato a Bologna, 1606

Papa Sisto V lo elevò al rango di cardinale nel concistoro del 16 novembre 1586.
Nei suoi 34 anni di cardinalato partecipò a sette conclavi:
- conclave del settembre 1590 che elesse Urbano VII,
- conclave del dicembre 1590 che elesse Gregorio XIV,
- conclave del 1591 che elesse Innocenzo IX,
- conclave del 1592 che elesse Clemente VIII,
- conclave del marzo 1605 che elesse Leone XI,
- conclave del maggio 1605 che elesse Paolo V,
- conclave del 1621 che elesse Gregorio XV.

La figura di collezionista e committente di Benedetto Giustiniani è stata ricostruita, di recente, anche in rapporto all'arte sacra, ai contatti con l'arcivescovo di Milano ed alla confluenza dei suoi quadri nella collezione del fratello ed erede, il marchese Vincenzo Giustiniani (vedi Collezione Giustiniani).
Morì il 27 marzo 1621 all'età di 66 anni.

## Genealogia episcopale e successione apostolica
La genealogia episcopale è:
- Cardinale Guillaume d'Estouteville, O.S.B.Clun.
- Papa Sisto IV
- Papa Giulio II
- Cardinale Raffaele Riario
- Papa Leone X
- Papa Paolo III
- Cardinale Francesco Pisani
- Cardinale Alfonso Gesualdo
- Papa Clemente VIII
- Papa Paolo V
- Cardinale Benedetto Giustiniani

La successione apostolica è:
- Vescovo Adam Nowodworski (1615)
- Vescovo Vincenzo Caputo (1615)
- Vescovo Fabiano Giustiniano Giustiniani, C.O. (1616)
- Vescovo Alessandro Del Monte (1616)
- Vescovo Miguel Angel Zaragoza Heredia (1617)
- Vescovo Ludovico Gonzaga (1619)
- Vescovo Eusebio Caimo (1620)
- Vescovo Vincenzo Giovanni Spinola, O.S.A. (1620)

## Ascendenza
|                                                 |                                               |                                              | Genitori |  |  | Nonni |  |  | Bisnonni                    |  |  | Trisnonni |  |
|                                                 |                                               |                                              |          |  |  |       |  |  | Francesco Giustiniani Negro |  |  | …         |  |
|                                                 |                                               |                                              |          |  |  |       |  |  | Francesco Giustiniani Negro |  |  | …         |  |
|                                                 |                                               | …                                            |          |  |  |       |  |  | Francesco Giustiniani Negro |  |  |           |  |
| Benedetto Giustiniani Negro                     |                                               |                                              |          |  |  |       |  |  | Francesco Giustiniani Negro |  |  |           |  |
|                                                 |                                               | …                                            | …        |  |  |       |  |  |                             |  |  |           |  |
|                                                 |                                               | …                                            | …        |  |  |       |  |  |                             |  |  |           |  |
|                                                 |                                               | …                                            | …        |  |  |       |  |  |                             |  |  |           |  |
| Giuseppe Giustiniani Negro                      |                                               | …                                            |          |  |  |       |  |  |                             |  |  |           |  |
|                                                 |                                               | …                                            | …        |  |  |       |  |  |                             |  |  |           |  |
|                                                 |                                               | …                                            | …        |  |  |       |  |  |                             |  |  |           |  |
|                                                 |                                               | …                                            | …        |  |  |       |  |  |                             |  |  |           |  |
| …                                               |                                               | …                                            |          |  |  |       |  |  |                             |  |  |           |  |
|                                                 |                                               | …                                            | …        |  |  |       |  |  |                             |  |  |           |  |
|                                                 |                                               | …                                            | …        |  |  |       |  |  |                             |  |  |           |  |
|                                                 |                                               | …                                            | …        |  |  |       |  |  |                             |  |  |           |  |
| Benedetto Giustiniani                           |                                               | …                                            |          |  |  |       |  |  |                             |  |  |           |  |
|                                                 | Lorenzo Giustiniani Banca, consignore di Chio | Angelo Giustiniani Banca, consignore di Chio |          |  |  |       |  |  |                             |  |  |           |  |
|                                                 | Lorenzo Giustiniani Banca, consignore di Chio | Angelo Giustiniani Banca, consignore di Chio |          |  |  |       |  |  |                             |  |  |           |  |
|                                                 | Lorenzo Giustiniani Banca, consignore di Chio | …                                            |          |  |  |       |  |  |                             |  |  |           |  |
| Francesco Giustiniani Banca, consignore di Chio | Lorenzo Giustiniani Banca, consignore di Chio |                                              |          |  |  |       |  |  |                             |  |  |           |  |
|                                                 |                                               | Caletta Garibaldo                            | …        |  |  |       |  |  |                             |  |  |           |  |
|                                                 |                                               | Caletta Garibaldo                            | …        |  |  |       |  |  |                             |  |  |           |  |
|                                                 |                                               | Caletta Garibaldo                            | …        |  |  |       |  |  |                             |  |  |           |  |
| Girolama Giustiniani Banca                      |                                               | Caletta Garibaldo                            |          |  |  |       |  |  |                             |  |  |           |  |
|                                                 |                                               | Bricio Giustiniani Longo                     | …        |  |  |       |  |  |                             |  |  |           |  |
|                                                 |                                               | Bricio Giustiniani Longo                     | …        |  |  |       |  |  |                             |  |  |           |  |
|                                                 |                                               | Bricio Giustiniani Longo                     | …        |  |  |       |  |  |                             |  |  |           |  |
| Caterina Giustiniani Longo                      |                                               | Bricio Giustiniani Longo                     |          |  |  |       |  |  |                             |  |  |           |  |
|                                                 |                                               | …                                            | …        |  |  |       |  |  |                             |  |  |           |  |
|                                                 |                                               | …                                            | …        |  |  |       |  |  |                             |  |  |           |  |
|                                                 |                                               | …                                            | …        |  |  |       |  |  |                             |  |  |           |  |
|                                                 |                                               | …                                            |          |  |  |       |  |  |                             |  |  |           |  |